# 리엄 헴스워스
리암 헴스워스(영어: Liam Hemsworth, 1990년 1월 13일 ~ )는 오스트레일리아의 배우이다. 그는 오스트레일리아의 텔레비전 드라마에서 주로 활동하다가, 2009년 영화 《노잉》를 통해 헐리우드에 진출해, 이후 2010년 영화 《라스트 송》, 2012년 영화 《헝거 게임: 판엠의 불꽃》를 통해 두각을 나타내기 시작했다.

## 사생활
리암은 형이 둘 있는데, 루크 헴즈워스(1981년)와 크리스 헴즈워스(1983년)이며, 삼형제 모두 배우로 활동하고 있다.
그는 2009년 6월 영화 《라스트 송》 촬영하는 동안 상대역 마일리 사이러스와 데이트를 시작했다. 2010년 8월 두 사람 관계가 끝난 것으로 알렸지만 한 달 후 보도에 따르면 재결합하였고, 2011년 초 다시 결별했고, 그해 11월 2번째 재결합하였다. 이후, 2012년 6월 리엄은 마일리와 약혼을 발표했다. 2013년 9월 두 사람은 결별하였지만, 2016년 재결합한 뒤 2018년 12월에 결혼식을 올렸다. 그러나 두 사람은 결혼 8개월 만에 이혼했다.

## 출연 작품

### 영화
- 2009년 《노잉》 - 스펜서 역
- 2009년 《트라이앵글》 - 빅터 역
- 2010년 《라스트 송》 - 윌 블레이크리 역
- 2011년 《노던 라이츠》
- 2012년 《헝거 게임: 판엠의 불꽃》 - 게일 호손 역
- 2012년 《익스펜더블 2》 - 빌리 "더 키드" 티모운즈 역
- 2012년 《무단 이탈 (원제: Love and Honor)》 - 마이키 라이트 역
- 2013년 《헝거 게임: 캐칭 파이어》 - 게일 호손 역
- 2013년 《엠파이어 스테이트》
- 2013년 《파라노이아》 - 아담 캐시디 역
- 2014년 《헝거 게임: 모킹제이》 - 게일 호손 역
- 2017년 《인디펜더스 데이:리써전스》
- 2019년 《킬러맨》 - 모 역
- 2019년 《어쩌다 로맨스》 - 블레이크 역
- 2022년 《포커 페이스》 - 마이클 낸커비스 역
- 2024년 《랜드 오브 배드》 - 키니 역

## 수상 경력
- 2010년 영 헐리우드 어워드 - 올해의 신인배우상 ('라스트 송')
- 2010년 니켈로디언 오스트레일리안 키드 초이스 어워드 - 좋아하는 키스상 ('라스트 송')
- 2010년 틴 초이스 어워드 - 신인 남자 배우상 ('라스트 송')
- 2012년 틴 초이스 어워드 - 스틸러(도둑)부분 남자배우상 ('헝거게임')